# 飢餓的蘇丹
《飢餓的蘇丹》（英語：The vulture and the little girl，直译秃鹫与小女孩），是一幅攝影照片作品，拍攝者為南非自由攝影記者凱文·卡特。其後此照片版權被售至《紐約時報》，作為報導蘇丹大饑荒的新聞圖片。拍攝者凱文·卡特並因此照片，於1994年獲選普利策特寫攝影獎。在得獎四個月後，卡特自殺身亡。

## 照片來歷
1993年，蘇丹戰亂頻繁，更發生大饑荒，兩名攝影記者凱文·卡特和西爾瓦乘小型飛機，前往蘇丹南部的伊阿德村拍攝蘇丹遍地餓莩和內戰情況。但他對拍攝飢民的情況感到悲哀，欲走到附近的灌木林休息，緩和緊張感。
根據凱文·卡特自己憶述，他在灌木林外聽到一聲微弱的哭泣，一名瘦骨嶙峋、裸著身體小女孩，奄奄一息在貧瘠蒼涼的大地上向一公里外的食品發放中心爬行，出於記者的直覺，他蹲下來向小孩拍照。正當此時，一隻禿鷹落在小孩身後，等待小孩的死亡，以便大快朵頤。
凱文·卡特靜靜的在那兒等了20分鐘，並選好角度，盡可能不讓那隻禿鷹受驚，待禿鷹展開翅膀。拍攝完畢後，凱文·卡特趕走了禿鷹，注視著小孩繼續蹣跚爬向目的地。接著，他放聲慟哭，嚷著想要擁抱自己的女兒。
2011年，這名孩子的父親揭露，該名孩子其實是男孩，名叫孔·尼昂（Kong Nyong），並在聯合國食品援助站得到照顧。據他的家人表示，尼昂大約於2007年因「發燒」去世。

## 大眾反應
之後，凱文·卡特把作品版權售給美國《紐約時報》，於1993年3月26日刊登。接著，國際媒體爭相轉載，很快便傳遍世界，照片震撼人心的感染力，激起世界人民對蘇丹大饑荒的强烈反响，各國政府亦關注蘇丹內戰。正因如此，凱文·卡特的《飢餓的蘇丹》獲選普利策新聞特寫攝影獎。
《飢餓的蘇丹》成名令更多人關注那小女孩的命運，成千上萬的人向《紐約時報》打電話，詢問她的生死安危，但是《紐約時報》編輯們和凱文·卡特也不知道她的下落。當大眾得知凱文卡特沒有向她施以援助，就大加批評他沒有善心，就連他的朋友們也加入批評者行列，認為他當時就應該放下攝影機去幫助小女孩，但他卻眼睜睜看著事情發生。凱文·卡特如此解釋：「當我把鏡頭對準這一切時，我心裡在說：『上帝啊！』，可是我必須先工作。如果我不能照常工作，我就不該來這裡。」
由於公眾對孩子狀況的反應和疑問，《紐約時報》於1993年3月30日的版本中發表了一篇特別社論：「上週五，一篇關於蘇丹的文章配圖中，顯示了一名因飢餓倒在通往艾約德一個救援中心路上的蘇丹小女孩。她身後有一隻禿鷹伺機而動。許多讀者詢問了這名女孩的命運。攝影師報告說，在禿鷹被趕走後，她恢復了一些力氣，繼續踏上了旅程。但目前尚不清楚她是否抵達了救援中心。」然而，聲明後，大眾仍質疑卡特，指責他為了一張照片而剝削這個孩子，批評他沒有立即趕走這隻鳥，也沒有在拍照後幫助孩子，讓孩子在疲憊不堪的情況下繼續獨自步行前往食品援助站。
另外的說法，是當時凱文卡特將身上的水和一點點乾糧給了小女孩並趕走了禿鷹才離去。但是最後凱文卡特受不了眾人的攻訐，孤獨自殺。

## 拍攝者自盡
凱文·卡特得獎之後，面對批評者步步逼迫，以及自己對小女孩的歉疚，使他身心受創。另外，他本人已經入不敷出，本接受一份出發到莫三比克的任務，但一連串的意外令他不能完成任務。而且他的好友肯·奧斯特布魯克在托可扎拍攝任務中被槍殺，徹底擊潰了凱文·卡特，他向人们表示，寧願自己代替肯·奧斯特布魯克挨子彈更好。
1994年7月27日，凱文·卡特與肯·奧斯特布魯克的遺孀莫尼卡一陣短暫談話後，於夜晚7時，穿著沒洗的牛仔褲和T恤，駕車往布萊姆方特恩斯普洛特河邊，然後他啟動了車子，打開隨身聽，用袋子當枕頭枕在腦袋。約翰内斯堡警方稍後發現凱文·卡特的屍體，證實他用一氧化碳自殺身亡，得年33歲。